# 朴繼玉
朴繼玉（韓語：박계옥，1970年1月3日—），韓國電視劇編劇。

## 作品

### 電視劇
- 2005年：SBS《餅乾老師星星糖》
- 2006年：KBS《來不及的愛》
- 2009年：SBS《該隱與亞伯》
- 2010年：KBS《天下無敵李平康》
- 2012年：SBS《傻瓜媽媽》
- 2014年：KBS《感激時代：鬪神的誕生》
- 2019年：KBS《監獄醫生》
- 2020年：tvN《哲仁王后》
- 2021年：SBS《朝鮮驅魔師》

### 電影
- 1998年：《青春無悔》
- 2003年：《我的野蠻初戀》
- 2004年：《老大傳奇》

## 外部連結
- NAVER搜索 （页面存档备份，存于）